# بولسبرگ
بولسبرگ (به آلمانی: Bölsberg) یک شهر در آلمان است که در وستروالدکرایس واقع شده‌است.